# Incendio di Dungannon
L'incendio di Dungannon fu un evento doloso che ebbe luogo nel giugno del 1602 quando Hugh O'Neill, conte di Tyrone abbandonò e incendiò Dungannon, la capitale tradizionale del clan O'Neill. Questo atto segnò l'inizio dell'ultima fase della ribellione di Tyrone nella quale il conte si diede alla fuga per poi siglare la pace con gli inglesi l'anno successivo.
Dopo la sconfitta del suo esercito nel 1601 alla battaglia di Kinsale, Tyrone si ritirò nel cuore della sua contea di Tyrone, nell'Ulster. Convinti dalle forze della Corona inglese, molti dei suoi alleati gaelici avevano cambiato fronte nella guerra. Tyrone era inoltre sottoposto a tre forze concentriche inglesi che lo stavano pressando, una al comando di Henry Docwra, la seconda al comando di Arthur Chichester e l'ultima comandata da lord Mountjoy che avanzavano verso di lui rispettivamente da Derry, Carrickfergus e da Dundalk. La tattica di Tyrone era quella di evitare ogni attacco, preferendo ritirarsi e tendere delle imboscate ai nemici. Decise quindi di abbandonare il villaggio dove si trovava e di dargli fuoco dopo averlo fatto evacuare della popolazione.
Poco dopo suo cugino e nemico, Conn MacShane O'Neill, figlio di Shane O'Neill, assediò il castello locale.  Mountjoy occupò poco dopo ciò che rimaneva di Dungannon. Tyrone ed i suoi ultimi sostenitori si erano spostati nei boschi di Glenconkeyne da dove continuarono a fuggire alla cattura. Malgrado la sconfitta militare subita, Tyrone venne restaurato al favore reale a seguito degli eventi politici a Londra in quegli anni. Il successivo Trattato di Mellifont concesse a Tyrone il pieno perdono e la restituzione di tutti i suoi territori. Tyrone si portò a Londra per fare atto di pubblica sottomissione a re Giacomo I d'Inghilterra. Dopo il trattato, il conte iniziò la ricostruzione di Dungannon.